# Łysina Lenina
Łysina Lenina – polska grupa z gatunku punk rock, powstała w mieście Bielawa. W 1998 roku utwór „Wieża Babel” znalazł się na drugiej składance Muzyka Przeciwko Rasizmowi firmowanej przez Stowarzyszenie „Nigdy Więcej”.
Nazwa zespołu wpisuje się w tradycję polskiego nazewnictwa punkowego, w którym stosunkowo częste są nazwy rymowane, a także innej tradycji polskiego punka schyłkowego PRL – nawiązywania prowokacyjnie do socjalizmu.

## Skład
- Sionek – wokal
- Czoło – gitara, wokal
- Apacz – gitara
- Kryniak – gitara basowa, wokal
- Sygid – perkusja

## Dyskografia
- Ludziom i bóstwom (1992)
- Miastu i światu! (1995)
- Strzeżsięstwora (1997)